# 2007 au Québec
Cet article traite des événements survenus en 2007 au Québec. 

## Événements

### Janvier
- 11 janvier : Jean Charest inaugure à Montréal la construction des centrales Eastmain 1-A et La Sarcelle à la baie James[1].
- 12 janvier : sortie du film controversé L'Illusion Tranquille, réalisé par des militants adéquistes et dénonçant l'État-providence québécois[2].
- 22 janvier : à Paris, André Boisclair rencontre Ségolène Royal qui se dit favorable à la souveraineté du Québec[3].
- 25 janvier - Le village de Hérouxville en Mauricie adopte un code de conduite pour les immigrants sur son territoire. Cette affaire est le début d'une controverse qui va durer quelques mois[4].

### Février
- 1er février : Québec annonce la gratuité des médicaments pour les assistés sociaux[5].
- 7 février : le journaliste de Radio-Canada, Bernard Drainville, annonce qu'il se présente dans la circonscription de Marie-Victorin comme candidat péquiste[6].
- 8 février : Jean Charest annonce une commission d'études publiques sur les accommodements raisonnables[7].
- 14 février : Christine St-Pierre et Marguerite Blais annoncent leurs candidatures libérales pour la prochaine élection générale[8].
- 18 février : le film Congorama  remporte le prix du meilleur film lors du Gala des Jutra. Celui du meilleur acteur va, ex æquo, à Paul Ahmarani et Olivier Gourmet. Céline Bonnier remporte le Jutra de la meilleure actrice[9].
- 20 février : Michel Audet annonce un budget pré-électoral équilibré de 60,8 milliards de dollars. La dette s'élève à 125,4 milliards de dollars[10].
- 21 février : Jean Charest annonce des élections générales pour le 26 mars[11].

### Mars
- 1er mars : une controverse éclate au Saguenay lorsqu'un morning man local déclare en ondes que les Québécois ne voteront jamais pour un homosexuel et que le Parti québécois est un « parti de tapettes »[12].
- 26 mars : le Parti libéral du Québec remporte les élections générales mais devra former un gouvernement minoritaire, le premier au Québec depuis 1878. Il a obtenu 48 sièges et 33 % des voix. L'Action démocratique du Québec performe avec 41 sièges et 31 % des voix; il devient l'opposition officielle. Le Parti québécois glisse au troisième rang avec 36 sièges et 28 % des voix, son plus bas niveau depuis 1973. La vague adéquiste est surtout présente dans la région de Québec, en Mauricie, dans Lanaudière et en Montérégie. Le taux de participation est cependant faible à 70,8 %[13].
- 29 mars : l'Organisation internationale du travail, un organisme associé à l'ONU, condamne l'adoption de la Loi concernant les conditions de travail dans le secteur public par le gouvernement Charest en décembre 2005. L'organisation considère que cette loi québécoise « viole les conventions internationales 87 et 98, qui portent sur la liberté syndicale et le droit d'organisation et de négociation collective des employés »[14].

### Avril
- 1er avril : un mouvement composé entre autres de Liza Frulla, Jean-Pierre Charbonneau et Jean Allaire demande une réforme de la loi électorale dans le sens d'un scrutin à la proportionnelle[15]
- 10 avril : début des audiences de la commission d'enquête sur l'effondrement du viaduc de la Concorde, présidée par l'ancien premier ministre Pierre Marc Johnson[16].
- 18 avril : le nouveau gouvernement Charest se compose de 9 hommes et de 9 femmes, une première au Québec. Les principaux ministres sont Monique Jérôme-Forget (Finances et Conseil du Trésor), Philippe Couillard (Santé), Michelle Courchesne (Éducation), Benoît Pelletier (Affaires intergouvernementales), Claude Béchard (Ressources naturelles) et Jean-Marc Fournier (Revenu et Réforme parlementaire)[17].
- 22 avril : Le Journal de Québec met en lock-out ses 140 employés[18].
- 28 avril : inauguration de trois nouvelles stations du métro à Laval[19].

### Mai
- 1er mai : le salaire minimum au Québec est augmenté à 8 $ (il était depuis le 1er mai 2006 à 7,75 $)[20].
- 7 mai : Québec renonce finalement à la privatisation du mont Orford[21].
- 8 mai : André Boisclair annonce sa démission comme chef du Parti québécois[22].
- 9 mai : dans son discours d'ouverture de la session, Jean Charest dit vouloir ouvrir la voie au privé dans la santé mais en y mettant certaines normes[23].
- 11 mai : Pauline Marois et Gilles Duceppe annoncent à 10 minutes d'intervalle leur intention de se présenter à la chefferie du PQ. Le lendemain, Gilles Duceppe annonce cependant son désistement[24].
- 18 mai : Ottawa nomme Pierre Duchesne prochain lieutenant-gouverneur du Québec. Il avait auparavant détenu le poste de secrétaire général de l'Assemblée nationale[25].
- 24 mai : Monique Jérôme-Forget annonce un budget équilibré de 61 milliards de dollars. Une nouvelle comptabilité budgétaire est établie, en accord avec les demandes du vérificateur général[26].
- 29 mai : les conclusions du rapport Grenier indiquent que le comité du Non a dépensé illégalement au moins 540 000 $ lors de la campagne référendaire de 1995[27].

### Juin
- 12 juin : le rapport des vérificateurs généraux indiquent que l'ex-lieutenant-gouverneur Lise Thibault a dépensé 700 000 $ sans que cette somme soit reliée à des fins officielles[28].
- 15 juin : dépôt de la loi Anastasia limitant la circulation des armes automatiques[29].
- 27 juin : Pauline Marois devient officiellement chef du Parti québécois[30].

### Juillet
- 2 juillet : annonce que 25 lacs du Québec sont infectés par l'algue bleue. Le nombre augmentera sensiblement dans le courant de l'été[31].
- 6 juillet : le Bureau d'audiences publiques sur l'environnement (BAPE) donne son accord au projet Rabaska de Lévis[32].
- 16 juillet : Ottawa s'entend avec les Cris du Québec pour leur verser 1,4 milliard de dollars en compensation des pertes subies à la suite du projet de la Baie-James des années 1970[33].
- 18 juillet : annonce que les algues bleues ont commencé à infecter le lac Saint-Jean[34].
- 27 juillet : Le rappeur Joe BG, ou parfois typographié Joe B.G. de son vrai nom Jonathan Beaupré-Guilbault, décède dans l’incendie de son appartement[35].
- 31 juillet : à la suite de la disparition de Cédrika Provencher, 9 ans, à Trois-Rivières, les recherches les plus intenses de l'histoire policière du Québec sont effectuées à travers la province. Les ossements de la fillette ne seront retrouvés que huit ans plus tard, le 11 décembre 2015, près de la voie de desserte de l’autoroute 40 à la limite entre Trois-Rivières et Saint-Maurice[36].

### Août
- 8 août : un suspect, Gaétan Bissonnette, est arrêté par rapport à l'affaire Denise Morelle, une comédienne assassinée à Montréal en 1984. Il plaidera plus tard coupable à l'accusation de meurtre[37].
- 9 août : 
  - Anne-Marie Péladeau (en) est accusée et arrêté à nouveau chez elle à l'arrondissement Rosemont sur une affaire de trafic de stupéfiants[38].
  - des inondations dues aux pluies abondantes occasionnent plusieurs millions de dollars de dégâts à Rivière-au-Renard en Gaspésie[39].
- 10 août : inauguration de la Route verte, piste cyclable de 4 000 kilomètres reliant toutes les régions du Québec[40].
- 14 août : Le palais de justice de Montréal plaide Anne-Marie Péladeau à trois chefs d'accusation de trafic de drogue, lors de son arrestation il y a 5 jours[41].
- 25 août : Jacques Joli-Cœur est maire de Québec par intérim à la suite du décès d'Andrée P. Boucher[42].

### Septembre
- 10 septembre : début des audiences de la Commission de consultation sur les pratiques d'accommodement reliées aux différences culturelles (connue sous le nom de Commission Bouchard-Taylor)[43].
- 14 septembre : Jean Charest fait connaître son programme pour empêcher la malbouffe dans les écoles[44].
- 17 septembre : le néo-démocrate Thomas Mulcair remporte l'élection partielle d'Outremont face à Jocelyn Coulon, candidat du Parti libéral du Canada[45].
- 20 septembre : à l'issue de son procès, Myriam Bédard est reconnue coupable de l'enlèvement de sa fille[46].
- 24 septembre : Pauline Marois remporte l'élection partielle de Charlevoix[47].
- 28 septembre : Pauline Marois et son mari Claude Blanchet poursuivent The Gazette pour 2 millions de dollars. Le journal a allégué que leur propriété était située sur des terres publiques[48].

### Octobre
- 10 octobre : début des audiences de la commission parlementaire sur la loi Anastasia[49].
- 11 octobre : Jean Charest annonce un investissement de 30 milliards de dollars pour remettre en état les réseaux routier, hospitalier et scolaire du Québec[50].
- 15 octobre : André Boisclair annonce qu'il démissionnera de son poste de député le 15 novembre prochain[51].
- 17 octobre : la député péquiste Diane Lemieux annonce officiellement sa démission[52].
- 18 octobre : le rapport de la commission Johnson blâme le ministère des Transports pour sa négligence concernant la surveillance des ponts et viaducs[53].
- 20 octobre : Pauline Marois rend public un projet de loi sur la citoyenneté québécoise, qui obligerait les immigrants à apprendre la langue française. Le projet est blâmé à la fois par le PLQ et l'ADQ[54].
- 27 octobre : première du film Le Peuple invisible, un documentaire de Richard Desjardins sur le peuple algonquin[55].
- 28 octobre : Nicola Ciccone et Isabelle Boulay sont les interprètes masculin et féminine de l'année lors du Gala de l'ADISQ. Le groupe Mes Aïeux remporte le Félix du meilleur groupe ainsi que celui de l'album le plus vendu[56].
- 29 octobre : Nicole Léger annonce son retour en politique en se présentant de nouveau candidate du Parti québécois dans la circonscription de Pointe-aux-Trembles[57].

### Novembre
- 6 novembre : dépôt d'un projet de loi visant à empêcher les électeurs de voter à visage voilé[58].
- 14 novembre : la ministre Julie Boulet dépose son projet de loi sur la sécurité routière. Le cours de conduite redevient obligatoire et le téléphone portable est interdit au volant à moins d'avoir un mains libres[59].
- 17 novembre : Céline Dion bat un record au centre Bell de Montréal en vendant les billets de son prochain spectacle en moins de 35 minutes[60].
- 30 novembre : Michel Arsenault succède à Henri Massé à la tête de la Fédération des travailleurs du Québec (FTQ)[61].

### Décembre
- 2 décembre : Régis Labeaume est élu maire de Québec avec 59,0 % des voix. Sa plus proche adversaire, Ann Bourget, n'obtient que 32,7 %[62].
- 9 décembre : Nicole Léger devient la candidate officielle du Parti québécois dans la circonscription de Pointe-aux-Trembles à la suite de la démission du député André Boisclair[63].
- 9 décembre : les Hells Angels fêtent le trentième anniversaire de leur arrivée au Québec[64].
- 11 décembre : Vincent Lacroix est reconnu coupable de 51 chefs d'accusation portés contre lui, c'est-à-dire d'avoir fraudé plus de 9 000 actionnaires de la compagnie Norbourg[65].
- 12 décembre : dépôt du projet de loi 63 amendant la Charte québécoise des droits et libertés de la personne. Il fait prévaloir l'égalité homme-femme sur la liberté religieuse[66].
- 14 décembre : fin des audiences de la commission Bouchard-Taylor[67].
- 18 décembre : le réseau de télévision TQS est au bord de la faillite et Cogeco annonce la vente de sa chaîne de télévision[68].
- 31 décembre : coup d'envoi du 400e anniversaire de Québec à Place d'Youville[69].

## Naissances
- 12 mars : Juliette Bierre (actrice)[70]

## Décès
- 18 janvier - Julie Winnefred Bertrand (doyenne) (º 16 septembre 1891)
- 26 janvier - Gump Worsley (gardien de but de hockey) (º 14 mai 1929)
- 14 février - Ryan Larkin (réalisateur) (º 31 juillet 1943)
- 2 mars - Bertrand Gagnon (acteur) (º 5 décembre 1926)
- 28 avril - René Mailhot (journaliste) (º 1942)
- 8 juin - Tony Roman (chanteur) (º 1er août 1942)
- 18 juin - Georges Thurston (chanteur) (º 29 décembre 1951)
- 26 juillet - Édouard Brochu (agronome) (º novembre 1910)
- 17 août - Frenchie Jarraud (fondateur des lignes ouvertes à la radio québécoise) (º 7 septembre 1922)
- 20 août - Roch La Salle (homme politique) (º 6 août 1928)
- 22 août - Gilles Beaudoin (ancien maire de Trois-Rivières) (º 12 octobre 1919)
- 24 août - Andrée P. Boucher (mairesse de Québec) (º 30 janvier 1937)
- 14 septembre Robert Savoie (chanteur d'opéra) (⁰ 21 avril 1927)
- 19 septembre - Carrier Fortin (homme politique) (º 9 septembre 1915)
- 24 novembre - Antonio Lamer (homme de loi) (º 8 juillet 1933)
- 7 décembre - Jacques Hébert (homme politique et écrivain) (º 21 juin 1923)
- 23 décembre - Oscar Peterson (pianiste et compositeur) (º 15 août 1925)
- 27 décembre - Marcel Saint-Germain (humoriste) (º 16 avril 1939)

### Articles généraux
- Chronologie de l'histoire du Québec (1982 à aujourd'hui)
- L'année 2007 dans le monde
- 2007 au Canada

### Articles sur l'année 2007 au Québec
- Affaire de la privatisation du Mont-Orford
- Commission de consultation sur les pratiques d'accommodement reliées aux différences culturelles
- Commission d'enquête sur le viaduc de la Concorde
- Élection générale québécoise de 2007
- Gouvernement Jean Charest
- Affaire Cédrika Provencher
- Rabaska (projet industriel)
- Liste des lauréats des prix Félix en 2007
- Élection partielle de la Ville de Québec de 2007
- Affaire Hérouxville